# Dave Panichi
Dave Panichi (geb. in Sydney) is een Australische jazz-trombonist.
Panichi begon zijn professionele carrière in 1975. Hij speelde in televisieorkesten, in de Daly-Wilson Big Band en de groep Moontrane van Bob Bertle. In 1981 won hij de Don Banks-scholarship en ging hij van het geld naar New York, waar hij werkte met onder meer Aretha Franklin, Peabo Bryson en Mulgrew Miller. Ook speelde hij bij de bigband van Buddy Rich, waarmee hij in aanvaring kwam omdat hij een baard had. Rich probeerde hem te ontslaan en deze poging werd vastgelegd op video. De opname, die het temperament van Rich toonde, werd bekend in de jazzwereld. Andere artiesten en groepen waarmee hij speelde zijn Toshiko Akiyoshi, Blood, Sweat & Tears, Slide Hampton, Bob Mintzer, Maria Schneider, Frank Sinatra, Sarah Vaughan, Joe Williams, Mel Tormé, Dave Liebman en Marc Copland.
In 2000 ging hij terug naar Sydney, waar hij speelde in de bands van Bob Mintzer, Mike Nock en Ralph Pyl. Ook richtte hij het Sydney Youth Jazz Orchestra op en formeerde een septet, waarmee hij twee albums opnam.

## Discografie
- Blues For McCoy, Spirit Music, 1996
- Elvin's Dream, Spirit Song, 2003